# Campoplex elongator
Campoplex elongator är en stekelart som beskrevs av Aubert 1960. Campoplex elongator ingår i släktet Campoplex och familjen brokparasitsteklar. Inga underarter finns listade.